# Campeonato Europeu de Ginástica Artística de 2005 - Resultados femininos
Os resultados femininos do Campeonato Europeu de Ginástica Artística de 2005 contaram com todas as provas individuais.

## Resultados femininos

### Individual geral
Finais
| Posição           | Ginasta                | Total  |
| ----------------- | ---------------------- | ------ |
| Medalha de ouro   | FRA Marine Debauve     | 37,098 |
| Medalha de prata  | RUS Anna Pavlova       | 37,050 |
| Medalha de bronze | RUS Yulia Lozhecko     | 36,749 |
| 4                 | NED Suzanne Harmes     | 36,587 |
| 5                 | ITA Francesca Benolli  | 36,137 |
| 6                 | BEL Aagje Vanwalleghem | 35,886 |
| 7                 | ROM Florica Leonida    | 35,799 |
| 8                 | FRA Emilie Le Pennec   | 35,637 |
| 9                 | UKR Daria Zgoba        | 35,274 |
| 10                | ITA Monica Bergamelli  | 35,262 |
| 11                | NED Loes Linders       | 35,149 |
| 12                | ESP Laura Campos       | 34,912 |
| 13                | CZE Jana Sikulova      | 34,749 |
| 14                | GRC Stefani Bismpikou  | 34,649 |
| 15                | CHE Melanie Marti      | 34,524 |
| 16                | CHE Katerina Maresova  | 34,361 |
| 17                | POL Joanna Skowronska  | 34,324 |
| 18                | UKR Olga Sherbatykh    | 34,273 |
| 19                | CHE Danielle Englert   | 34,249 |
| 20                | POL Marta Pihan        | 34,024 |
| 21                | AUT Carina Hasenoehrl  | 33,837 |
| 22                | GER Heike Gunne        | 33,687 |
| 23                | CRO Tina Erceg         | 33,636 |
| 24                | GBR Beth Tweddle       | 9,175  |

| Pos.              | Ginasta                  | Pts   |
| ----------------- | ------------------------ | ----- |
| Medalha de ouro   | ITA Francesca Benolli    | 9,412 |
| Medalha de prata  | RUS Anna Pavlova         | 9,312 |
| Medalha de bronze | BEL Aagje Vanwalleghem   | 9,193 |
| 4                 | CHE Ariella Kaeslin      | 9,156 |
| 5                 | RUS Elena Zamolodchikova | 9,131 |
| 6                 | UKR Olga Sherbatykh      | 9,125 |
| 7                 | NED Suzanne Harmes       | 9,106 |
| 8                 | GBR Samantha Bayley      | 8,650 |

| Pos.              | Ginasta              | Pts   |
| ----------------- | -------------------- | ----- |
| Medalha de ouro   | FRA Emilie Le Pennec | 9,687 |
| Medalha de prata  | ESP Tania Gener      | 9,562 |
| Medalha de bronze | UKR Daria Zgoba      | 9,500 |
| 4                 | FRA Marine Debauve   | 9,350 |
| 5                 | CZE Jana Sikulova    | 9,325 |
| 6                 | UKR Olga Sherbatykh  | 9,137 |
| 7                 | ESP Laura Campos     | 8,937 |
| 8                 | ROM Daniela Sofronie | 7,825 |

| Pos.              | Ginasta                | Pts   |
| ----------------- | ---------------------- | ----- |
| Medalha de ouro   | ROM Catalina Ponor     | 9,737 |
| Medalha de prata  | FRA Marine Debauve     | 9,487 |
| Medalha de bronze | RUS Anna Pavlova       | 9,325 |
| 4                 | ITA Ilaria Colombo     | 9,212 |
| 5                 | NED Suzanne Harmes     | 9,087 |
| 6                 | NED Loes Linders       | 8,750 |
| 7                 | BEL Aagje Vanwalleghem | 8,400 |
| 8                 | FRA Emilie Le Pennec   | 8,025 |

| Pos.              | Ginasta                  | Pts   |
| ----------------- | ------------------------ | ----- |
| Medalha de ouro   | FRA Isabelle Severino    | 9,575 |
| Medalha de prata  | NED Suzanne Harmes       | 9,375 |
| Medalha de bronze | FRA Emilie Le Pennec     | 9,337 |
| 4                 | ROM Catalina Ponor       | 9,200 |
| 5                 | ITA Francesca Benolli    | 9,075 |
| 6                 | RUS Yulia Lozhecko       | 8,962 |
| 7                 | POL Marta Pihan          | 8,875 |
| 8                 | RUS Elena Zamolodchikova | 8,475 |